# مرغابی پاروزن فالکلند
مرغابی پاروزن فالکلند  یا مرغابی شناگر فالکلند (نام علمی: Tachyeres brachypterus) گونه‌ای از اردک‌های بی‌پرواز است که در جزایر فالکلند در اقیانوس اطلس جنوبی یافت می‌شود. اردک‌های شناگر نام خود را از رفتار شنای نامتعارف خود گرفته‌اند که در آن بال‌ها و پاهای خود را روی آب می‌زنند و به حرکتی شبیه یک کشتی بخار پارویی قدیمی می‌پردازند. جالب اینجاست که اردک شناگر فالکلند یکی از دو گونه پرنده بومی جزایر فالکلند و دیگری الیکایی کاب است.

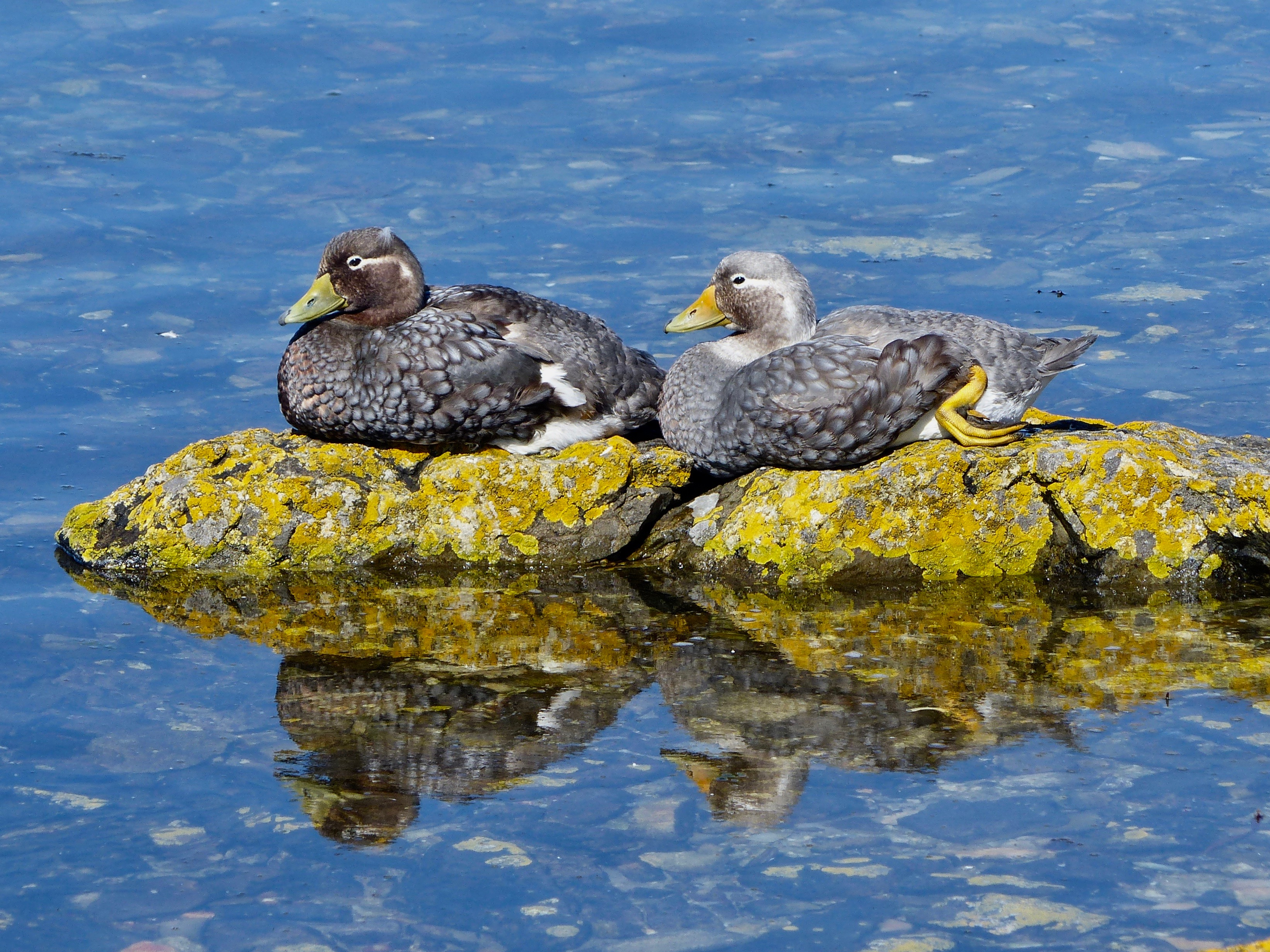
یک جفت مرغابی شناگر فالکلند در دریاچه استخوان نهنگ، جزایر فالکلند.